# Associação Cultural, Recreativa e Social de Samuel
Die Associação Cultural, Recreativa e Social de Samuel (ACRSS) ist ein gemeinnütziger Verein in der Gemeinde Samuel in Portugal.

## Geschichte
Die Gemeinschaft wurde 1982 im Ort Coles in Samuel gegründet und ist seit 2009 nach ISO 9001-2008 zertifiziert.  Sie ist Partnerorganisation des nationalen Europäischen Informationszentrums des portugiesischen Landwirtschafts- und Umweltministeriums.
Die Leiter der ACRSS bewarben sich für ihre Gemeinde Samuel 1989 zudem für die European Charter – Villages of Europe, eine Vereinigung ländlicher Gemeinden aus allen EU-Staaten. Seither organisieren sie die Vertretung Portugals im Projekt durch die Gemeinde Samuel. Das vielseitige Engagement der ACRSS bei der Entwicklung der Partnergemeinde genießt dabei große Anerkennung durch die Organisation.

## Ziele
Der Verein engagiert sich für die Belange der Kinder, Jugendlichen und Alten der Gemeinde. Er betreibt Altenpflegeeinrichtungen, Kindergarten und eine Musikschule, macht Kulturveranstaltungen, Sozialarbeit, gesundheitliche Aufklärung und berufliche Weiterbildung. Der Verein hält landesweit beworbene Schulungen zur nachhaltigen Wirtschaftsführung und veranstaltet mit Institutionen der EU, des Landes und anderer überregionalen Institutionen Tagungen zur Solidarischen Ökonomie. Das von ihm mitinitiierte Projekt zur Stärkung der Position der Frau und der lokalen solidarischen Ökonomie erhielt die Unterstützung der EU. Die innovativen Konzepte bei Früherziehung und insbesondere Altenpflege sind angenommen worden und machen eine massive Erweiterung der Kapazitäten nötig.